# قضیه صفر
قضیهٔ صفر (به انگلیسی: The Zero Theorem) نام یک فیلم علمی–تخیلی به کارگردانی تری گیلیام و نویسندگی پت راشین و بازیگری کریستف والتس، میلانی تیری، دیوید تیولیس، جسیکا بیل، مت دیمون، تیلدا سوئینتن، پیتر استورماره، رِی کوپر و بن ویشاو است.
گیلیام در این فیلم تلاش کرده‌است با بودجهٔ محدود خود یک دنیای فانتزی پرهرج‌ومرج با ترکیب فقر و تمول، فضاهایی از امروز و آینده و مانند کتاب‌های کمیک به تصویر بکشد. این فیلم مفهوم زندگی در دنیای فناوری را مورد سؤال قرار می‌دهد و این پرسش را مطرح می‌کند که آیا کدهای رایانه‌ای می‌توانند مفاهیم خوب زندگی را ایجاد کنند یا نه.